# Wolf Albrecht Behrisch
Wolf Albrecht Behrisch, zeitgenössisch aufgrund damaliger Konsonantendopplung Wolff Albrecht Behrisch (* 22. September 1698; † 1771), war ein deutscher Jurist, sachsen-weißenfelsischer Hof- und Justizrat, bürgerlicher Assessor des Landgerichts im Markgraftum Niederlausitz sowie Rittergutsbesitzer.

## Leben
Wolf Albrecht Behrisch stammte aus der sächsischen Gelehrtenfamilie Behrisch. Sein Urgroßvater Christian Behrisch (1610–1684) war Justizrat und Erb-, Lehn- und Gerichtsherr auf Untergreißlau. Sein Ururgroßvater Johannes Behrisch war Schulverwalter der Fürstenschule in Grimma und später Amtsgeleitmann in Weißenfels. Er selbst war der Sohn des Dresdner Bürgermeisters Burkhard Leberecht Behrisch und dessen zweiter Ehefrau Johanna Emilia geborene von Hantzschmann. Wolf Albrecht Behrisch studierte Rechtswissenschaften und wurde Doktor beider Rechte. Er war Respondent in Wittenberg und wirkte mit an der Dissertation von Johann G. Rosa: Adagium: Ama tanquam osurus, 1717.
Nach dem Tod des Vaters im Jahre 1750 erbten er und seine Brüder dessen Lehnsbesitz, darunter das Rittergut Untergreißlau, das im gemeinschaftlichen Besitz blieb, bis es aufgrund von Verschuldung am 3. Mai 1754 meistbietend versteigert werden musste. Zwar gab Wolf Albrecht Behrisch das höchste Gebot ab, doch verkaufte er Untergreißlau 1756 an den preußischen Amtsrat Johann Christoph Zorn und zog sich auf sein Gut Naundorf bei Moritzburg zurück, wo er als Erb-, Lehn- und Gerichtsherr im Jahre 1771 starb.

## Familie
Er war seit dem 24. Oktober 1725 mit Salome Charitas Löscher (* 21. Mai 1703 in Delitzsch) verheiratet, der ältesten Tochter des lutherischen Superintendenten und Kirchenlieddichters Valentin Ernst Löscher. Aus dieser Ehe gingen die vier Söhne Friedrich Wilhelm Behrisch, Ernst Wolfgang Behrisch, Christian Georg Wolfgang Behrisch und Heinrich Wolfgang Behrisch hervor.